# Rio Awetu
O rio Awetu é o curso de água do sudoeste da Etiópia.